# Argyll (éditions)
Argyll est une maison d'édition française, spécialisée dans les littératures de l'imaginaire, fondée en 2020.

## Histoire
Argyll  est fondée en 2020 par Simon Pinel, Xavier Dollo, Xavier Collette et Frédéric Hugot,. Il s'agit d'une maison d'édition indépendante située à Rennes en Bretagne. Elle a pour vocation de publier principalement des ouvrages de littérature de l'imaginaire (science-fiction, fantasy et fantastique), des romans historiques et des romans policiers. Les éditeurs affichent aussi leur volonté de publier des essais.
L'éditeur a pour ambition de mettre l'auteur au centre de la chaîne du livre, notamment en proposant un contrat d'éditions collaboratif qui supprime le système d'à-valoir, et de publier un nombre restreint de parutions chaque année tout en les faisant vivre pendant plus longtemps.
Argyll souhaite également fabriquer des livres en circuit court et dont le contenu porte une réflexion sociale et sociétale.
En mars 2021, Argyll publie son premier roman papier, Le Crépuscule de Briareus de Richard Cowper.
En 2022, l'équipe d'Argyll ouvre la librairie coopérative l'Astrolabe toujours à Rennes. En 2023, la librairie s'agrandit et déménage dans de nouveaux locaux.
En 2024, Argyll annonce le lancement d'une nouvelle collection de récits courts (novellas) consacré aux plumes féminines, RéciFs. Le premier ouvrage de la collection, paru en septembre 2024, est Le Bracelet de jade de l'écrivaine chinoise Mu Ming.

## Origine du nom
Le nom Argyll a de multiples origines. C'est à la fois le titre de l'autobiographie de l'écrivain américain Theodore Sturgeon (dont les fondateurs de la maison d'édition apprécient particulièrement l’œuvre qu'ils qualifient d'humaniste) et une région d’Écosse qui, toujours selon les fondateurs, a beaucoup apporté à l'imaginaire. Enfin Argyll est un homonyme d'argile, un matériau malléable.

## Auteurs publiés
Depuis sa création Argyll a publié des auteurs étrangers jusque-là jamais publiés en France comme Margaret Killjoy ou Sofia Samatar, de nouvelles traductions d'auteurs classiques du genre comme Richard Cowper, ainsi que des auteurs francophones comme Floriane Soulas, Jean-Laurent Del Socorro, Katia Lanero Zamora ou Camille Leboulanger.